# Ajándékkártya

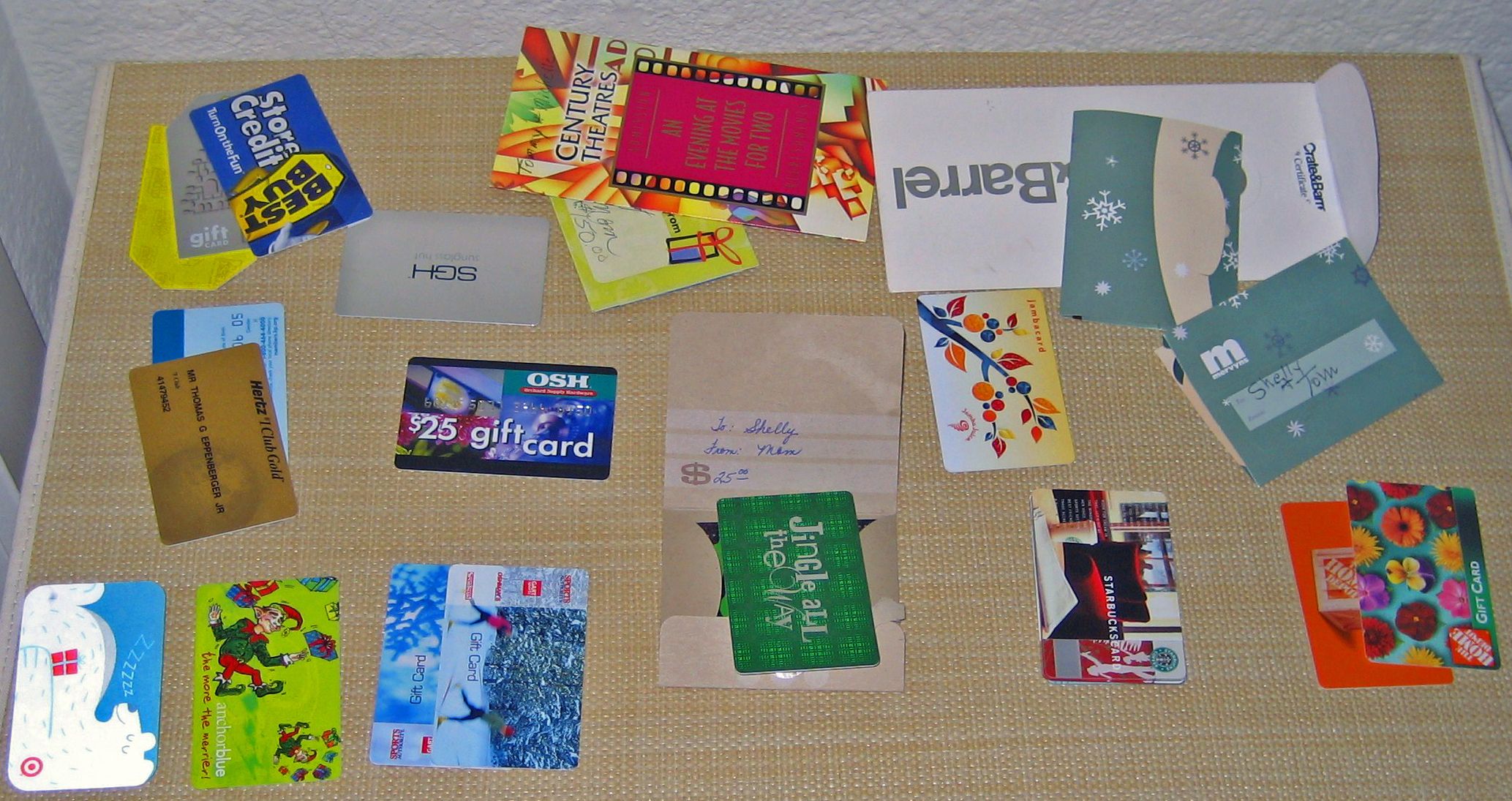
Amerikai üzlethálózatok ajándékkártyái

Az ajándékkártya egy pénzzel előre feltöltött műanyag értékkártya, amely termékvásárláskor a megadott elfogadóhelyen vagy elfogadóhelyi hálózatban használható fel. Funkciójában és működési mechanizmusában az ajándékutalványhoz hasonlítható: az ajándékozó a kártya forgalmazójának egy bizonyos összeget fizet, amiért egy díszes (gyakran díszesen csomagolt) műanyag értékkártyát kap. Ezt az ajándékozott azután az általa kiválasztott áru vagy szolgáltatás megvásárlására költheti.

## Története
Az első ajándékkártyát (gift-cardot) az amerikai Blockbuster Entertainment vezette be 1994-ben, ugyanis a színes fénymásolók megjelenésével könnyen hamisíthatóvá váltak a papír alapú ajándékutalványok. A Nabanco volt az első, aki a fizetési rendszerébe illesztette a giftcard-ot.

## Előnyei és hátrányai
Az ajándékozó szempontjából az ajándékkártya előnye az egyszerűség, hátránya az, hogy az ajándékkártya – a készpénzhez hasonlóan, bár annál valamivel kevésbé – személytelen. Az ajándékozott szempontjából előny az, hogy a megajándékozott maga választhatja ki a neki legjobban tetsző ajándékot, hátrány viszont az, hogy az ajándékkártya – típusától függően – korlátozza, hogy melyik kereskedőknél, illetve milyen termékek vagy szolgáltatások megvásárlására használható.
A kártya kibocsátója szempontjából előny az, hogy a bevétel mindjárt a kártya megvételkor keletkezik, míg a tényleges ellenszolgáltatás teljesítésére csak később (esetleg sohasem) kerül sor. Hátrány az, hogy a kártya a kibocsátóval szemben nehezen meghatározható időben esedékes követelést testesít meg. Ez utóbbi probléma korlátozására az ajándékkártyáknak gyakran fix lejárati idejük van.